# Schlesisches Himmelreich

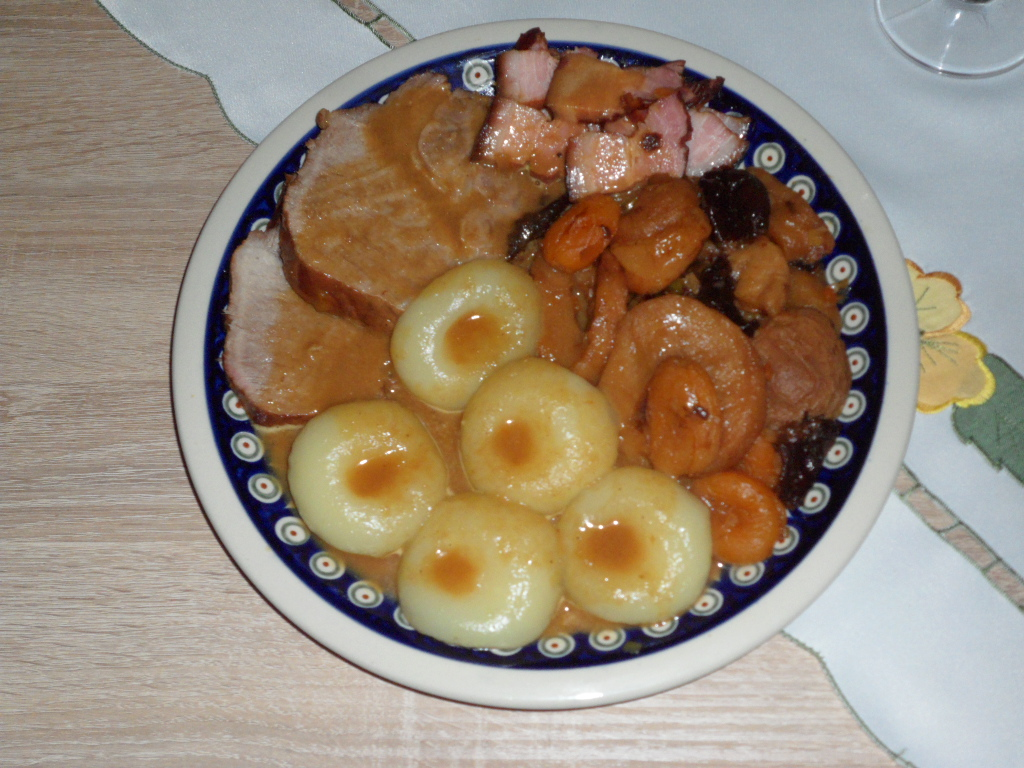
Plato con los ingredientes típicos del Schlesisches Himmelreich.

El Schlesisches Himmelreich es un plato muy tradicional de la cocina alemana procedente originariamente de la región histórica de Silesia (Schlesien en alemán). El nombre del plato puede traducirse al castellano como Paraíso de Silesia. 

## Características
Se trata de un plato único que se sirve caliente y que contiene diversos ingredientes: carne de cerdo (schweinebauch), frutas secas, canela y la ralladura de algunos limones para dar un aroma en contraste con las frutas. Se suele servir acompañado de unos kartoffelkloß (especie de albóndiga de patata o carne) y alguna ensalada, todo ello generalmente en el mismo plato. 

## Literatura
- Schlesische Küche. Regionale Küche mit Tradition. ISBN 3-89836-360-0